# Сиким
Сиким (на непалски: सिक्किम; на английски: Sikkim) е щат в Североизточна Индия, разположен в Хималаите. Той е с най-малкото население измежду щатите в страната – 594 хиляди души (28-о място в Индия (2005 г.). По площ е на предпоследно, 27-о място (преди щата Гоа) със 7986 км2. Официален език е непалският, основни религии са хиндуизъм и будизъм. Столица и най-голям град е Гангток.

## География
Граничи с Непал на запад, с Китай на север и изток, с Бутан на югоизток и с индийския щат Западна Бенгалия на юг. Сгушен в хималайските планини, щатът Сиким се характеризира с планински терен. Почти целят щат е хълмист, с кота, варираща от 280 метра (920 фута) на юг на границата със Западна Бенгалия до 8,586 метра (28,169 фута) в северните върхове близо до Непал и Тибет. Върхът на Кангченджанга, третият по височина връх в света, е най-високата точка на щата, разположена на границата между Сиким и Непал.

## История
Сиким е самостоятелна държава под управлението на династията Чогъял до 1975 година, когато е проведен референдум за включването му в състава на Индия.
До 2003 г. правителството на Китай не признава Сиким като индийски щат и на китайските карти е обозначаван като отделна държава. В отговор на признанието на индийския суверенитет над Сиким от страна на Китай Индия признава Тибет за съставна част от Китай.

## Култура
В Сиким хората все още вярват в магии. Там е живял Таши Мамгал – местен махараджа, за когото са вярвали, че може да управлява времето. Лепча, Бутия и Непалци съставляват населението на Сиким. Тъй като е смесица, можете да намерите различни традиции и култури, които се просмукват.